# South Hedland
South Hedland est une ville faisant partie de la zone d'administration locale de la ville de Port Hedland en Australie-Occidentale.
Sa population était de 9 471 habitants en 2016.